# Mellan klan och stat
Mellan klan och stat: somalier i Sverige är en bok av Per Brinkemo utgiven 2014 på Timbro förlag.
Boken återutgavs 2020 med ett nytt kapitel som handlar om reaktionerna på boken och genomslaget begreppet klan fått i samhällsdebatter om invandring och integration.

## Innehåll
Boken handlar om svensksomalier. Den problematiserar integrationen av somalier i Sverige, och i förlängningen invandringen, som skett sedan 1980-talet.

## Mottagande
Det initiala mottagandet av boken var negativt och Brinkemo anklagades för rasism. Det dröjde två år innan Brinkemo blev intervjuad om boken.
Yasmin Hussein, Maimuna Abdullahi, Mustafa Ahmed, Ayan Mohamed, Mohamed Yassin, Ramla Abdullahi, Said Sheikh och Faaid Ali Nuur undertecknade i juni 2014 i en debattartikel i Aftonbladet där de argumenterade för att boken gav uttryck för förenklade samhällsmodeller, rasistiska stereotyper och en kolonial blick på ett modernt väst och ett primitivare somaliskt klanfolk. Skribenterna eftersökte istället en diskussion om rasismen på arbetsmarknaden, diskrimineringen på bostadsmarknaden, islamofobin, afrofobin, om den ekonomiska fattigdomen och de psykiska påfrestningar som det innebär att ständigt bli utpekad som främling. Artikeln refererade till den koloniala tiden då afrikanska folks kroppsdelar mätts och systematiserats och menade att trots vissa begreppsskillnader mellan denna föreställningsvärld och Brinkenmos så var de huvudsakliga formuleringarna kring skillnaderna mellan "vi" och "dom" slående lika. Ordet “ras” hade ersatts med “kultur” och “civilisation” hade bytts ut mot “integration”. Adam Cwejman, projektledare för integration på Timbro, svarade att anklagelserna saknade belägg och hänvisningar till bokens innehåll. Han skrev att det varit självklart för Timbro att ge Per Brinkemo i uppdrag att summera sina kunskaper från sina tio års arbete med svensksomalier. Cwejman skrev att den viktigaste lärdomen av boken var betydelsen av kunskap, och att bristen på den leder till onödiga missförstånd som kan stå i vägen för en fungerande integration.
Bilan Osman skrev i juli 2014 i Expressen att hon som svensksomalier blivit illa berörd av boken. Hon skrev att "Tesen Brinkemo driver hårdast är att det största hindret för somaliers integration är deras starka klantänk. I boken lägger han väldigt mycket energi på att inte bara förklara de olika klanernas uppbyggnad, men även hur det i praktiken fungerar att tillhöra en klan. Förklaringar och teser som för mig är helt främmande, och får mig att undra om inte Brinkemo kan ha förväxlat 2000-talets Somalia med 1900-talets." Osman påpekar att splittringar och spänningar i 2000-talets Somalia är en konsekvens av år under kolonisation av länder som Italien och England, snarare än klaner. Osman påpekar även att Brinkemo i ett stycke av boken hävdar att det finns skillnader i den västerländska och Somaliska synen på tid. Enligt Brinkemo har Somalier inget begrepp om tid, vilket skulle vara anledningen till att de ofta kommer sent. "Att leva ett liv utan klocka i Sverige, skapar ett svårt problem för integrationen" skriver Brinkemo. Detta påstående beskrivs av Osman som en löjlig nidbild av Somalier som slarviga, lata och dumma.
Patrik Kronqvist skrev 2018 i Expressen att boken var "en riktig liten pärla", att anklagelserna om rasism gentemot boken var befängda, och att Brinkemo egenhändigt hade lyckats introducera klanbegreppet i svensk integrationsdebatt. Vid det laget föreläste Brinkemo regelbundet för myndigheter, kommuner, och blivande advokater.